# St. Elisabeth (Stedten an der Gera)

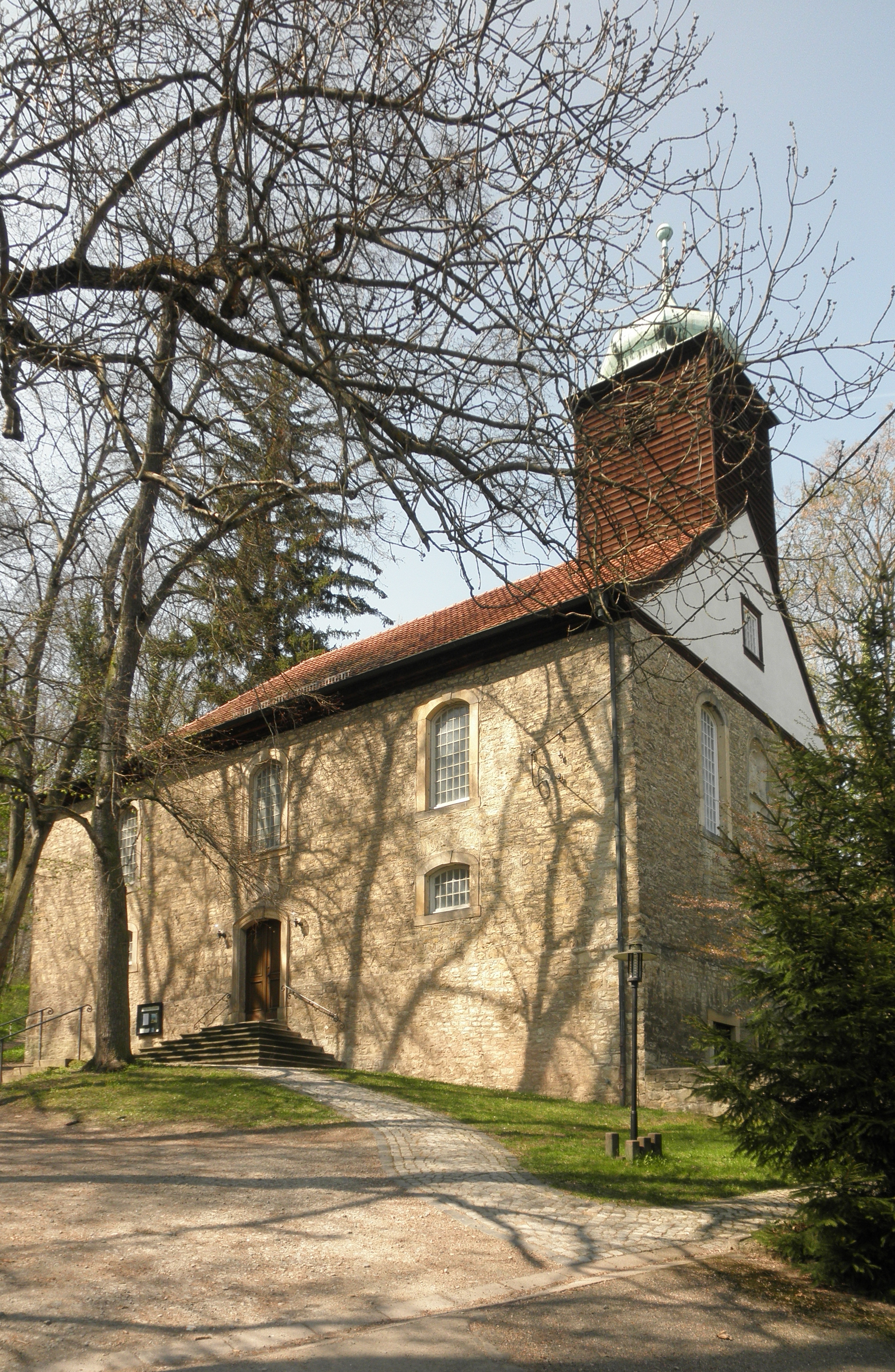
Römisch-Katholische Kirche St. Elisabeth in Stedten

Die römisch-katholische Filialkirche St. Elisabeth steht im Stadtteil Stedten an der Gera der thüringischen Landeshauptstadt Erfurt. Sie ist Filialkirche der Pfarrei St. Nikolaus Erfurt-Melchendorf im Dekanat Erfurt des Bistums Erfurt. Sie trägt das Patrozinium der heiligen Elisabeth von Thüringen.

## Geschichte
Freiherr Christoph Dietrich von Keller ließ 1745 die Kirche als evangelische Schlosskirche des Stedtener Schlosses errichten. Sie wurde 1931 bis 1934 restauriert und war bis 1945 an das Schloss gebunden. Ab 1945 fanden in der Kirche auch römisch-katholische Gottesdienste statt und seit dem 1. Dezember 1976 gehört sie der katholischen Gemeinde.

## Architektur
Die Glocke ist in einem Dachreiter aufgehängt. Die Bänke und Emporen sind ähnlich einem Theater aufsteigend angeordnet. Zwei Treppen führen vom Altarraum aus zur Kanzel und Empore.